# Амани Диори
Амани Диори (фр. Hamani Diori; Судуре, 6. јун 1916 — Рабат, 23. април 1989) био је први председник Нигера од 1960. године до 1974. године, када је срушен с власти у пучу.

## Биографија
Рођен је месту Судуре. Завршио је учитељску школу у Дакру (Сенегал), након чега је радио као учитељ у Нигеру од 1936. године до 1938. године. Затим се запослио у Паризу као инструктор језика Хауса и Џерма. Док је радио као директор школе у Нигеру, 1946. године је био један од оснивача Нигерске напредне партије (ППН). Исте године је био изабран за посланика у француском парламенту. У парламент је поновно изабран 1956. године.
Када је народ Нигера 1958. године на референдуму гласао за независност, Диори је постао председник Привремене владе, а 1959. године премијер републике. Француска влада је у том периоду забранила све странке сем ППН-а, чиме је Нигер постао једностраначка држава.
Нигер је стекао независност од Француске 3. августа 1960. године, а Диори је изабран за председника републике новембра исте године. Када је дошао на власт, постао је диктатор. Поновно је био изабран за председника 1965. године и 1970. године, без противкандидата. Нигерска скупштина је током његове владавине имала чисто церемонијалне овласти.
На функцији председника је био 14 година, а онда је срушен у војном пучу. Осуђен је на 6 година затвора, а након одслужења био је у кућном притвору до 1987. године. Након пуштања из притвора, одселио је у Мароко, где је умро у 72. години живота.